# Preston Leslie
Preston H. Leslie (ur. 8 marca 1819, zm. 7 lutego 1907) – amerykański polityk, dwudziesty szósty gubernator Kentucky. Urząd sprawował w latach 1871–1875.
Urodził się w hrabstwie Wayne rodzinnego stanu. Wygrał wybory po tym John White Stevenson, zrezygnował z urzędu, gdyż został senatorem. 
W 1887 roku prezydent Grover Cleveland, mianował Lesliego gubernatorem Terytorium Montany. Sprawował ten urząd do 1889 r. Następnie został gubernatorem Dystryktu Attorney (1894–1898).
Pochowano go w Montanie. Na jego cześć nazwano hrabstwo Leslie w Kentucky.